# Palparellus damarensis
Palparellus damarensis là một loài côn trùng trong họ Myrmeleontidae thuộc bộ Neuroptera. Loài này được McLachlan miêu tả năm 1867.